# Alvise Contarini
Pour les articles homonymes, voir Contarini.
Alvise Contarini (né le 24 octobre 1601 à Venise et mort dans la même ville le 15 janvier 1684) est le 106e doge de Venise élu en 1676, son dogat dure jusqu'en 1683.
Le dogat est pacifique et vise surtout à assainir l'important passif économique accumulé pendant la guerre de Candie avec les Turcs.

## Biographie

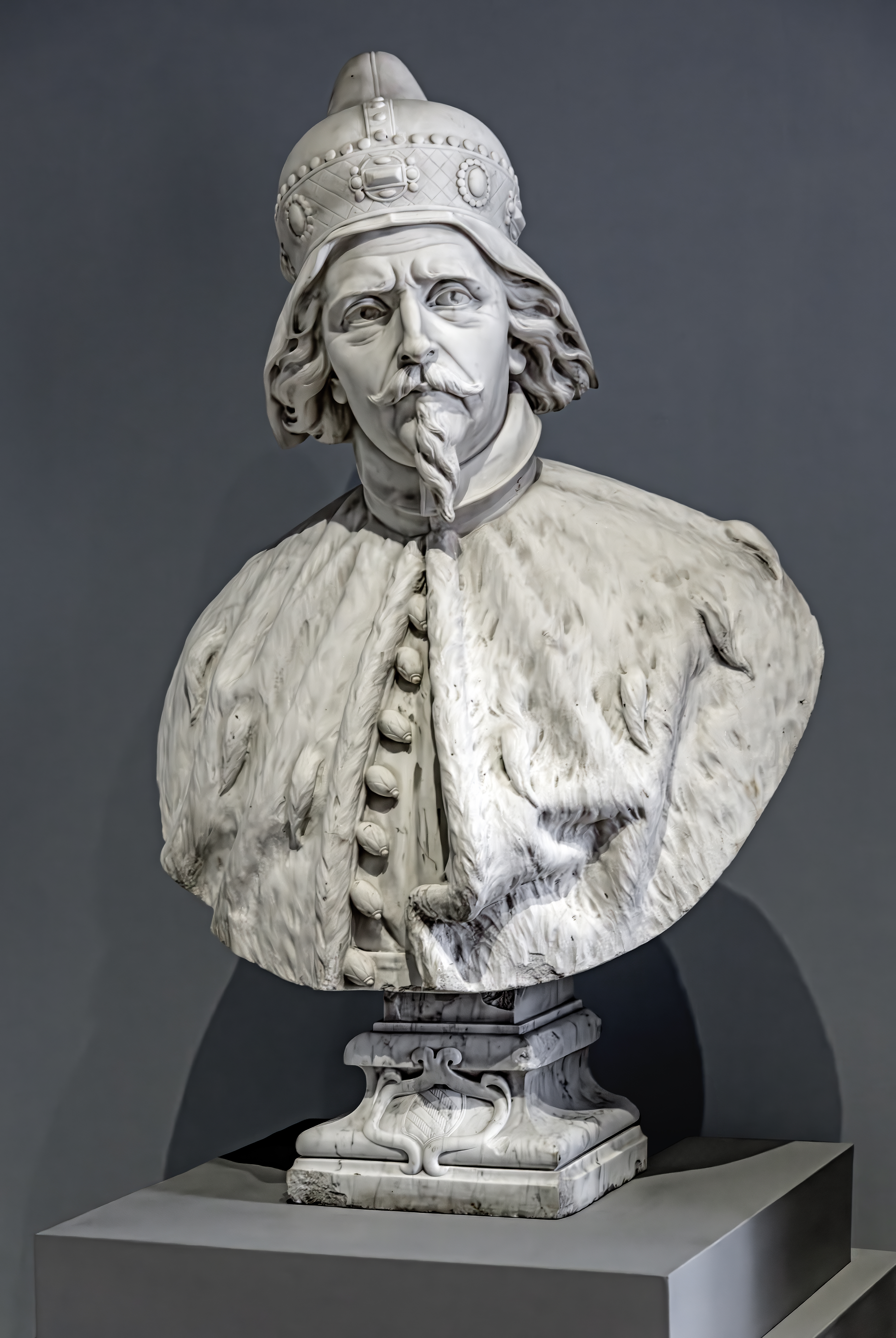
Buste par Luigi Zandomeneghi Pinacoteca Querini Stampalia

Alvise Contarini est le fils de Nicolò et Elena Michiel. Homme moyennement riche et de faible compétence politique, il se distingue cependant à plusieurs reprises comme ambassadeur en France (le roi de France le fait chevalier), en Espagne, aux Pays-Bas et au Vatican à Rome. Contarini est de nombreuses fois recteur dans les villes de terre ferme, puis provéditeur, sage du conseil et enfin élu procurateur de Saint-Marc.
Bien qu'il ne soit pas militaire et un homme politique connu, Contarini se distingue par sa nette opposition à traiter avec les Turcs lors de la guerre de 1645–1669.
Fin 1642, il participe comme envoyé de la république de Venise aux négociations qui conduisent au traité de Westphalie de 1648 qui conclut la guerre de Trente Ans. Le nonce apostolique, le cardinal Fabio Chigi, et lui ont un rôle de médiateurs et de conciliateurs influents, reconnus unanimement comme cultivés, habiles et aux jugements rapides, ce qui leur assure l'autorité et les mérites de la conclusion de la paix.
Contarini rejoint le grade le plus élevé de l'administration publique comme presque tous les membres de sa famille, élevés au dogat.

## Le dogat
Après la mort de Nicolò Sagredo, il semble évident que son successeur soit son frère Giovanni. Cultivé, riche avec trente voix à sa disposition sur 41 électeurs, la victoire est acquise. C'est alors que ses adversaires se réunissent sur la place et l'accusant de tricherie, excite la foule provoquant des affrontements.
Le Grand Conseil (Maggior Consiglio), épouvanté, suspend les 41 membres et en élit d'autres, bien moins disposé à choisir Giovanni Sagredo. Le 26 août 1676, pour mettre fin au protestations, Contarini est élu au premier scrutin alors qu'il est âgé.
Après son élection, Contarini pense surtout aux fêtes et aux amusements. Vers 1679-1680, il fait Cavaliere (chevalier) le peintre Andrea Celesti.
Quand il tente de gouverner comme les doges des temps passés, il est immédiatement repris par les avogadori pour une autonomie excessive.
Pendant son dogat, le système judiciaire est réformé. Il y a un afflux de reliques de la Crète. Les cafés apparaissent, le premier est ouvert en 1683. Pour la première fois au monde, la noble vénitienne Elena Cornaro Piscopia reçoit un diplôme en philosophie le 25 juin 1678, et en 1679 la balance financière de l'état vénitien revient à l'équilibre après tant d'années.
Ces évènements sont absolument mineurs alors que les Turcs envahissent la péninsule des Balkans et assiègent Vienne en 1683. En janvier 1684, Venise déclare la guerre aux Turcs alors que le vieux doge vient à peine de mourir.
Il est inhumé dans la chapelle de la famille Contarini dans l'église San Francesco della Vigna où un buste le représente.